# José Vicente Simeón Peris
José Vicente Simeón Peris (València, 22 de juny de 1974) és un exfutbolista valencià, que jugava com a migcampista.

## Trajectòria
Format al planter del València CF, no arriba a debutar amb el primer equip, tot i jugar amb el Mestalla a Segona B. A la temporada 95/96 debuta a Segona Divisió amb el CD Logroñés. Disputa 24 partits i marca 3 gols. Encara que els riojans pugen a Primera, el migcampista fitxa pel Vila-real CF primer i després per la UE Lleida.
Militaria al conjunt català entre 1997 i 2001, tots ells a Segona Divisió. Tot i començar sent suplent, a poc a poc va guanyar terreny en la titularitat lleidatana, destacant els 33 partits de la temporada 99/00. Quan el 2001 el Lleida perd la categoria, el valencià fitxa per l'Albacete Balompié.
Amb els manxecs quallaria una bona temporada 01/02, amb 30 partits, però a partir d'ací va passar a la suplència. L'estiu del 2003 l'Albacete aconsegueix l'ascens a primera divisió. Simeón només jugaria dos partits a la màxima categoria abans de deixar l'equip albaceteny.
La campanya 04/05 la milita al Xerez CD, de Segona Divisió B.